# Fritz Rümmelein

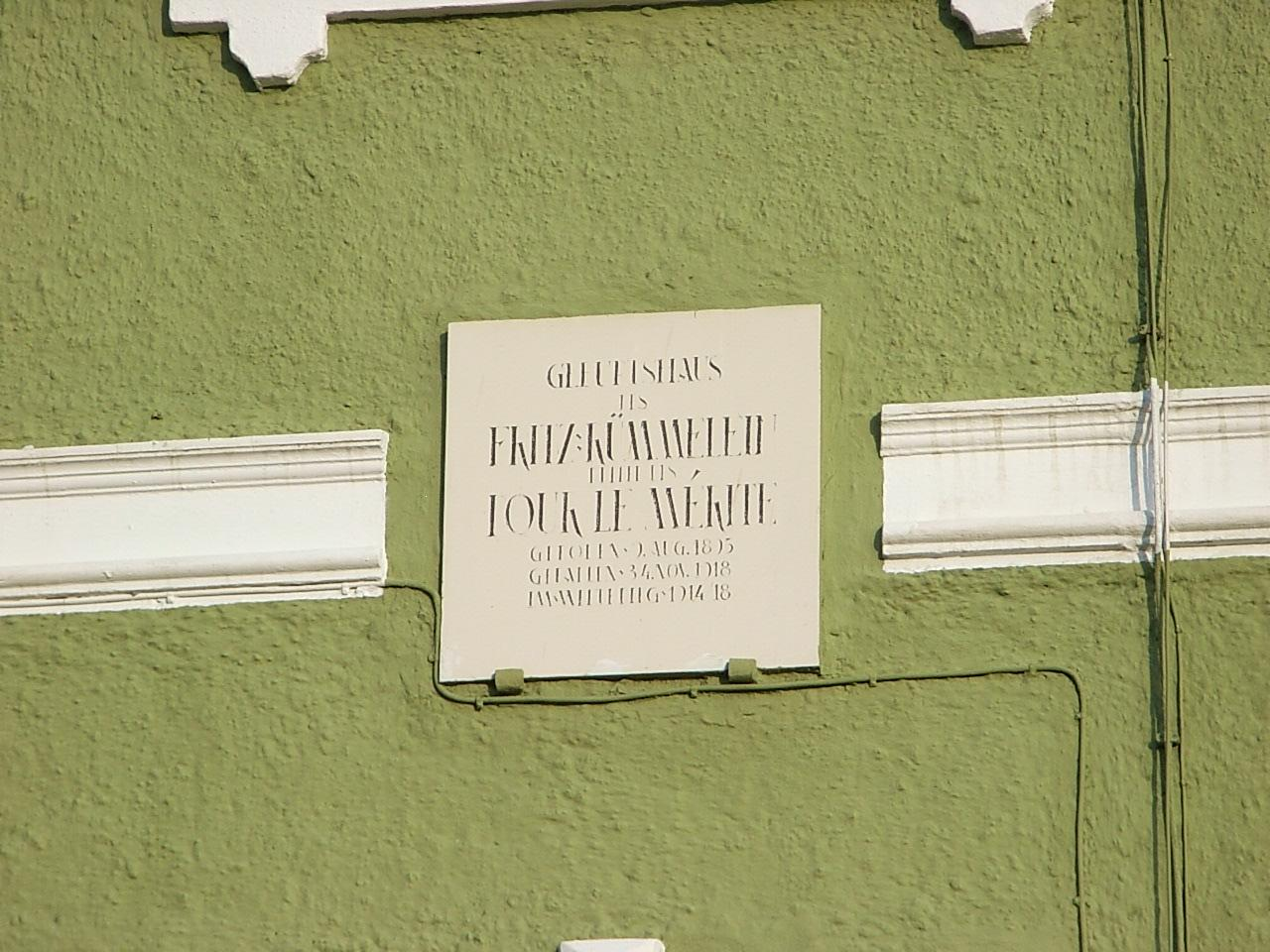
Gedenktafel an Fritz Rümmeleins Geburtshaus in Zwiesel

Fritz Rümmelein (* 9. August 1895 in Zwiesel; † 4. November 1918 bei Orsinval, Frankreich) war ein deutscher Leutnant, der im Ersten Weltkrieg mit dem Orden Pour le Mérite ausgezeichnet wurde.

## Leben
Fritz Rümmelein war der Sohn des Zwieseler Sägewerksbesitzers Heinrich Rümmelein und dessen Ehefrau Karolina, geborene Forster. Er arbeitete als Praktikant in einer Hanauer Holzhandelsfabrik, ehe er sich bei Ausbruch des Ersten Weltkriegs im August 1914 als Kriegsfreiwilliger beim Ersatzbataillon des Reserve-Infanterie-Regiments Nr. 88 in Hanau meldete. Nach der Ausbildung diente er im Oktober 1914 an der Front.
Im Februar 1915 wurde er zum Offizierskurs kommandiert und im März zum Leutnant der Reserve befördert. Im Oktober 1915 avancierte er zum Führer der 9. Kompanie im Bataillon des Hauptmanns Karl von Wenkstern, ab dem 1. Mai 1916 wirkte er als Adjutant des III. Bataillons im Reserve-Infanterie-Regiments Nr. 87.
Rümmelein galt bei seinen Kameraden und Vorgesetzten als vorbildlicher Soldat. Er erhielt als Auszeichnung für seine Tapferkeit das Eiserne Kreuz II. und I. Klasse, das Ritterkreuz mit Schwertern des Königlichen Hausordens von Hohenzollern sowie die Hessische Tapferkeitsmedaille.
Ganz ungewöhnliche Standhaftigkeit zeigte Rümmelein bei den Rückzugskämpfen im Oktober 1918. Bei Croisilles trug er entscheidend zum Aushalten seines zwei Tage eingeschlossenen Bataillons bei. Am 3. Oktober hielt er bei Beaurevoir den Gegner mit einem MG bis zum letzten Augenblick in Schach und entzog sich dann der Gefangennahme, als der Gegner bereits auf 20 m herangekommen war. Am 9. Oktober schließlich verhinderte er mit einer aus den Resten des Regiments zusammengestellten Abteilung von zwei Offizieren, fünf Unteroffizieren und 18 Mann den Durchbruch des Gegners, welcher die Hauptkampflinie bereits überrannt hatte. Rümmelein brachte benachbarte, bereits zurückweichende Truppen zum Halten und organisierte eine neue Widerstandslinie, so dass eine geordnete Rücknahme in die vorbereitete
Auffangstellung möglich wurde.
Aufgrund der entsprechenden Beschreibung von Rümmeleins Leistung durch seinen Regimentskommandeur Oberst Freiherr von Reitzenstein wurde Fritz Rümmelein am 28. Oktober 1918 der Orden Pour le Mérite verliehen. Damit war er der einzige Bataillonsadjutant, der diese Auszeichnung erhielt. Rümmelein fiel am 4. November beim letzten Kampf seines Regiments gegen die Engländer durch einen Granatsplitter. Seine Kameraden geleiteten den Leichnam nach Kriegsende in die Heimat, wo Rümmelein in der Familiengruft bestattet wurde. Bei einer Gedächtnisfeier brachte man an seinem Geburtshaus eine Gedenktafel an.